# Sant Salvador (Tarragona)
Sant Salvador és un barri de Tarragona, situat a uns 5 km al nord de la ciutat, estès a banda i banda de la carretera N-240. L'any 2021 tenia 7.143 habitants (5.093 a Sant Salvador i 2.050 a la urbanització Sant Ramon).

## Geografia

### Emplaçament
El barri de Sant Salvador està situat a la part nord del terme municipal de Tarragona, al límit amb els termes dels Pallaresos i Constantí, entre la riba del riu Francolí i el barranc d'en Garrot. El punt més alt del barri està situat a 106,9 metres, a la zona dels blocs de l'Avinguda Pallaresos, mentre que els punts més baixos, al voltant dels 43 metres, es troben al barranc d'en Garrot i als horts de la riba esquerra del Francolí.

## Història
Sant Salvador es va crear com a zona residencial el 1966, uns anys abans de l'establiment del polígon petroquímic del Morell i la Pobla de Mafumet. Després de l'impuls urbanístic inicial dels anys 70, en el que el Patronat municipal de l'habitatge va construir 1.500 pisos, el barri pràcticament no va créixer durant els anys 80. Però a la dècada següent Sant Salvador es va ampliar per la zona oest amb la construcció d'habitatges unifamiliars al voltant del passeig de Santa Isabel, i més tard per la zona est amb la construcció de la urbanització de Sant Ramon.

## Equipaments
Centre d'assistència primària (CAP), Farmàcia, Llar d'infants, Centre d'educació infantil i primària (CEIP), Secció d'Educació Secundària (IES Pont del Diable), Escola taller Sant Salvador, Centre Cívic.

## Societat

### Esports
Al barri de Sant Salvador hi ha diverses entitats esportives:
- Tarragona Handbol Club, fundat el 1988.
- Club de Tennis Sant Salvador
- UD Sant Salvador (futbol)
- Club de Tir Jordi Tarragó, fundat el 1982.[2]

### Festes i tradicions
La festa major del barri se celebra el primer cap de setmana d'agost. A més a més, Sant Salvador viu molt intensament el Carnaval. Les diverses comparses del barri celebren una rua pel barri el dissabte de Carnaval al matí i participen activament en les rues del Carnaval de Tarragona.

## Transport

### Transport públic
Dues línies d'autobús urbà municipal (la L-5 i la L-85) uneixen el barri amb el centre de Tarragona. També hi ha una línia de servei nocturn (la 71) que dona servei les nits del cap de setmana.